# Давид бен Шмуел Га-Леві
Давид бен Шмуел Га-Леві (1587, Володимир, Волинь — 1667, січень) — один із найвідоміших рабинів Львова.

## Життєпис
Народився у Володимирі на Волині. Дід — Ізак Бецалел — багаторічний рабин, разом з рабинами Шахном з Любліна, Мойсеєм Іссерлесом з Кракова, Лурією з Острога заснував традицію вивчення Талмуду в Польщі. Батько — Шмуел Бецалел, старший брат — Ізак, автор гімну на честь повернення жидівській громаді Львова у 1609 році синагоги Золота Роза («Турей Загав») Іцака Нахмановича. Тривалий час старший брат був його вчителем. Кілька років провів в домі та школі тестя у Кракові, потім був рабином в Потеличі під Рава-Руською, асесором рабинів в Познані. Рабином та ректор єшіви в Острогу, тут склав коментарі до ритуального кодексу Йозефа Цари («Шульган Арух»), які назвав «Турей Загав» («Золоті двері»). Під час визвольної війни українців виїхав до Моравії, повернувся після укладення Зборівського миру, певне, не до Острога.
1652 року став рабином Львова після смерті попередника — Еліякіма Ґьотца. Наприкінці 1652 став також рабином передмість Львова. Частково був надламаний морально після родинної та громадської трагедій. Після проголошення себе «Месією» Сабатаєм Цві у 1666 році в Смірні вислав на вимогу львівського та інших кагалів Галичини, Волині сина Ісаяша та пасерба до Сабатая Цві (Галіполь) для вивчення події.
Помер в січні 1667 року. Був похований на Старому кіркуті у Львові.

### Сім'я
Дружина — Ребека, дочка краківського рабина Йоела Сіркеса. Родина постраждала під час облоги Львова московитами та козаками 1655 року, 1664 року втратив двох синів — вояків жидівської самооборони, які загинули під час оборони синагоги Золота Роза. Ще мав сина Ісаака.